# Conus pealii
Conus pealii är en snäckart som beskrevs av Green 1830. Conus pealii ingår i släktet Conus och familjen kägelsnäckor. Inga underarter finns listade i Catalogue of Life.

## Bildgalleri

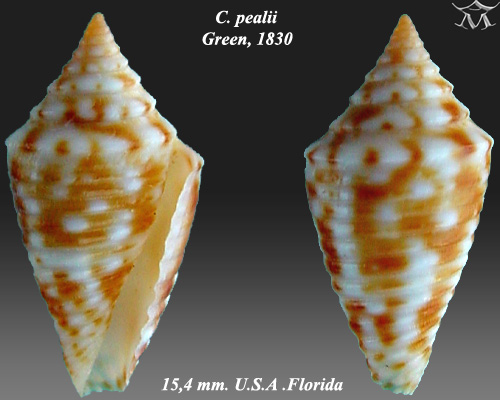
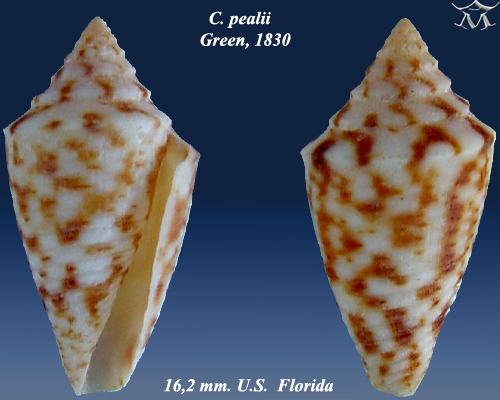